# Chisocheton amabilis
Chisocheton amabilis är en tvåhjärtbladig växtart som först beskrevs av Friedrich Anton Wilhelm Miquel, och fick sitt nu gällande namn av C. Dc.. Chisocheton amabilis ingår i släktet Chisocheton och familjen Meliaceae. Inga underarter finns listade i Catalogue of Life.